# Tunesiens håndboldlandshold (damer)
Tunesiens håndboldlandshold for kvinder er det kvindelige landshold i håndbold for Tunesien. Det repræsenterer landet i internationale håndboldturneringer.

## Statistik

### VM
- 1975: 12.- plads
- 2001: 19.- plads
- 2003: 18.- plads
- 2007: 15.- plads
- 2009: 14.- plads
- 2011: 18.- plads
- 2013: 17.-plads
- 2015: 21.-plads
- 2017: 24.-plads
- 2021: 27.-plads

### Afrikamesterskabet
- 1974:  Guld
- 1976:  Guld
- 1979: Deltog ikke
- 1981:  Sølv
- 1983: 5.- plads
- 1985: 4.- plads
- 1987: 4.- plads
- 1989: 6.- plads
- 1991: Deltog ikke
- 1992: 7.- plads
- 1994: 6.- plads
- 1996: Deltog ikke
- 1998: Deltog ikke
- 2000:  Bronze
- 2002:  Bronze
- 2004: 4.- plads
- 2006:  Sølv
- 2008: 4.- plads
- 2010:  Sølv
- 2012:  Sølv
- 2014:  Guld
- 2016:  Sølv
- 2018: 6.- plads
- 2021:  Bronze
- 2022: 5.- plads

## Nuværende trup
Nuværende trup ved VM i kvindehåndbold 2021 i Spanien.
Cheftræner: Moez Ben Amor
| Nr. | Navn             | Position     | Kampe | Mål | Klub                                    |
| --- | ---------------- | ------------ | ----- | --- | --------------------------------------- |
| 5   | Aya Ben Abdallah | Højre fløj   | 17    | 20  | Handball Octeville-sur-Mer              |
| 7   | Fatma Bouri      | Venstre fløj | 23    | 27  | Club Africain                           |
| 9   | Ons Yaakoub      | Stregspiller | 7     | 9   | Ezzahra Sport Handball                  |
| 10  | Amal Hamrouni    | Venstre fløj | 38    | 171 | La Roche-sur-Yon Vendée handball        |
| 11  | Boutheïna Amiche | Venstre fløj | 40    | 59  | Ezzahra Sport Handball                  |
| 14  | Mouna Jlezi      | Stregspiller | 30    | 57  | HC Zalău                                |
| 15  | Rakia Rezgui     | Stregspiller | 38    | 69  | Stella Saint-Maur Handball              |
| 16  | Fadia Omrani     | Målvogter    | 79    | 1   | Club Africain                           |
| 17  | Chayma Jouini    | Venstre back | 17    | 52  | Bergerac Périgord Pourpre Handball      |
| 21  | Sondes Hachana   | Playmaker    | 31    | 64  | Al Ahly                                 |
| 29  | Eya Masri        | Playmaker    | 13    | 31  | Club Africain                           |
| 32  | Nada Zalfani     | Højre fløj   | 13    | 59  | Étoile Sportive du Sahel                |
| 33  | Roua Mokaddem    | Målvogter    | 7     | 0   | Menzah Sportsl                          |
| 44  | Lamia Bouslimi   | Målvogter    | 23    | 27  | AS Cannes Mandelieu                     |
| 77  | Ameni Sallami    | Venstre fløj | 23    | 27  | Association sportive Ennour de l'Ariana |
| 96  | Oumayma Dardour  | Højre back   | 31    | 23  | Rouen Handball                          |
| 98  | Samia Belhadj    | Playmaker    | 12    | 32  | Espoir sportif de Rejiche               |